# 津浪駅
津浪駅（つなみえき）は広島県山県郡加計町（現在の安芸太田町）大字津浪にあった西日本旅客鉄道（JR西日本）可部線の駅（廃駅）である。
可部線非電化区間（可部 - 三段峡間）の廃線に伴い、2003年（平成15年）12月1日に廃止された。

## 歴史

### 年表
- 1954年（昭和29年）3月30日：国鉄可部線の駅（旅客駅）として開業[1]。
- 1987年（昭和62年）4月1日：国鉄分割民営化により西日本旅客鉄道の駅となる[1]。
- 2003年（平成15年）12月1日：廃止。

### 駅名の由来
駅所在地付近の大字から。その元は津浪村である。その由来は地すべり（山津浪）であるとされている。

## 駅構造
単式ホーム1面1線のみを持つ地上駅であった。無人駅で駅舎はなくホームの上に待合所があるのみであった。

## 駅周辺
山間部である。太田川に沿って可部線と国道191号が走り、駅は国道に隣接して設けられた。
駅の北側130メートルほどのところで国道191号から国道433号が分岐している。
駅の南側500メートルほどのところで太田川に注ぐ小さな川を800メートルほどさかのぼると加計町立（当時）津浪小学校がある。さらに南下すると中国自動車道の高架橋が太田川を渡っている。
- 広電バス・加計交通 津浪バス停

## 駅名と当時のヒット曲を掛けた存続運動
当時廃止問題に揺れていた可部線の廃止反対運動の一環として、この駅名と2000年（平成12年）のヒット曲であるサザンオールスターズの「TSUNAMI」に掛けて、「サザンオールスターズの桑田佳祐を呼んで地元を活性化させよう」という運動が行われた。
2000年（平成12年）11月からの試験増便に合わせて、主に広島市在住の若者と地元住民で構成される「TSUNAMI隊」が結成された。目的としては桑田佳祐に津浪駅に来てもらうことで、多くのサザンファンに訪れてもらい、可部線を存続させるというものだった。また、イベントなどでTSUNAMIの合唱を行われ、可部線存続運動の中心的な活動として、地元のメディアを中心に多く取り上げられた。
実際に桑田佳祐本人のラジオ番組でもこのことについて取り上げられたが、桑田佳祐が津浪駅で歌うことはなかった。廃止の際には「273（つなみ）人のTSUNAMI大合唱」を行った。
なお「TSUNAMI隊」は可部線の部分廃線後も、地元住民との交流活動を2011年2月現在でも継続している。
その他の存続活動については河戸駅#可部駅 - 河戸駅相当区間電化復活と住民活動や可部線#可部駅 - 三段峡駅間の廃止を参照。

## 現状
駅の跡には2011年に「ぷらっとホームつなみ」が建設されている。

## 隣の駅
西日本旅客鉄道（JR西日本）
可部線
田之尻駅 - 津浪駅 - 香草駅